# 窑淮乡
窑淮乡是中国湖北省十堰市房县下辖的一个乡。

## 行政区划
窑淮乡下辖淮水村、界山村、陈家铺村、长峪河村、窑场村、里乐城村、铺沟村、观音堂村、三岔村、东沟村、西沟村、化鱼合村、后河村、阳坪村。